# Salarowie
Salarowie (chiń. 撒拉族) – lud turecki zamieszkujący Chiny.
Salarowie żyją w chińskich prowincjach Qinghai (gdzie mają swój powiat autonomiczny Xunhua), Gansu i regionie autonomicznym Sinciang, jest ich łącznie 115–120 tysięcy. Większość – 70% mieszka w Qinghai. Ich języka ojczystego, używa około połowy Salarów. Są muzułmanami sunnitami, według własnych legend przybyli do Chin w XIII–XIV wieku, choć badania wskazują raczej na wiek XV. Zajmują się rolnictwem, uprawiają pszenicę, jęczmień, grykę, ziemniaki, warzywa i sadownictwo.